# Kaartspelers in een zonovergoten ruimte
Kaartspelers in een zonovergoten ruimte (Engels: Card Players in a sunlit Room) is een schilderij van Pieter de Hooch dat hij in 1658 maakte. Het werk maakt sinds 1825 deel uit van de Britse Koninklijke Collectie.

## Voorstelling
Op het schilderij is een helder verlichte kamer te zien waar een man en een vrouw in een hoek kaartspelen gadegeslagen door twee andere mannen die roken en wijn drinken. De man heeft de kaart die hij wil spelen al in zijn hand, terwijl de vrouw nog lijkt te aarzelen. Misschien vraagt zij de man die achter haar staat om raad. Omdat de kaartspelende man grijnzend naar deze toeschouwer kijkt, valt ook niet uit te sluiten dat de twee onder een hoedje spelen. Door de deur is een bediende te zien die met een nieuwe kruik en pijpen aankomt. In de Gouden Eeuw werd kaarten gezien als een verderfelijk tijdverdrijf, vaak verbonden met de liefde. Op veel schilderijen uit die tijd worden deze negatieve associaties onmiddellijk duidelijk. Bij De Hooch is dit echter niet het geval; ook op dit schilderij is er weinig wat op een dubbelzinnige inhoud wijst.
De schilder maakt op een schitterende wijze gebruik van het zonlicht dat de kamer in valt door de open deur en het grote raam. Dit is in het bijzonder te zien op de rug en de achterkant van het hoofd van de zittende man, maar ook op de geblokte vloer. De Hooch weet zo de voor- en achtergrond op een geloofwaardige manier te verbinden. Deze samenhang wordt nog versterkt door het gebruik van rode accenten, bijvoorbeeld in de schort van de meid, het doorzichtige gordijn, het luik voor het raam, de rode schoen van de zittende vrouw, de pluim en de strik van de staande man en het kussen op het bankje.
Het jaar 1658 is een keerpunt in het oeuvre van De Hooch. Hij legt zich vanaf dan toe op het schilderen van binnenruimtes met behulp van bijzondere lichteffecten en perspectieven. Er is een duidelijk verband met een schilderij uit hetzelfde jaar. Het poortje dat een prominente rol inneemt op 
De binnenplaats van een huis in Delft is hier op de achtergrond te zien.

## Herkomst
- tot 1765: in bezit van de schilder Isaac Walraven in Amsterdam.
- 14 oktober 1765: geveild bij Hendrik de Winter in Amsterdam aan Van der Lande voor 450 gulden.
- tot 1789: in bezit van de koopman en verzamelaar Nicolaas Doekscheer in Amsterdam.
- 9 september 1789: geveild bij Willem Haverkom in Amsterdam aan Van der Schley voor 500 gulden.
- tot 1799: mogelijk in bezit van de koopman Jacob Hoofman in Haarlem.
- 1799: mogelijk nagelaten aan zijn dochter Margaretha Geertruida Hoofman.
- 1807: mogelijk nagelaten aan haar echtgenoot Pieter Nicolaes Quarles van Ufford.
- 19 oktober 1818: geveild bij Cornelis Sebille Roos in Amsterdam aan Roos voor 2.270 gulden.
- tot 1822: in bezit van de schilder Jan Hulswit in Amsterdam.
- 1822: gekocht door de kunsthandelaar Christianus Johannes Nieuwenhuys, gevestigd in Brussel en Londen, voor 2.500 gulden.
- tot 1824: in bezit van Charles Frédéric Ernest Louis baron de Mecklenberg in Parijs.
- 1824: verkocht aan de kunsthandelaar John Smith voor 15.000 frank.
- 27 april 1825: verkocht aan de politicus en kunstkenner Lord Farnborough in opdracht van koning George IV voor 700 pond.

## Afbeelding

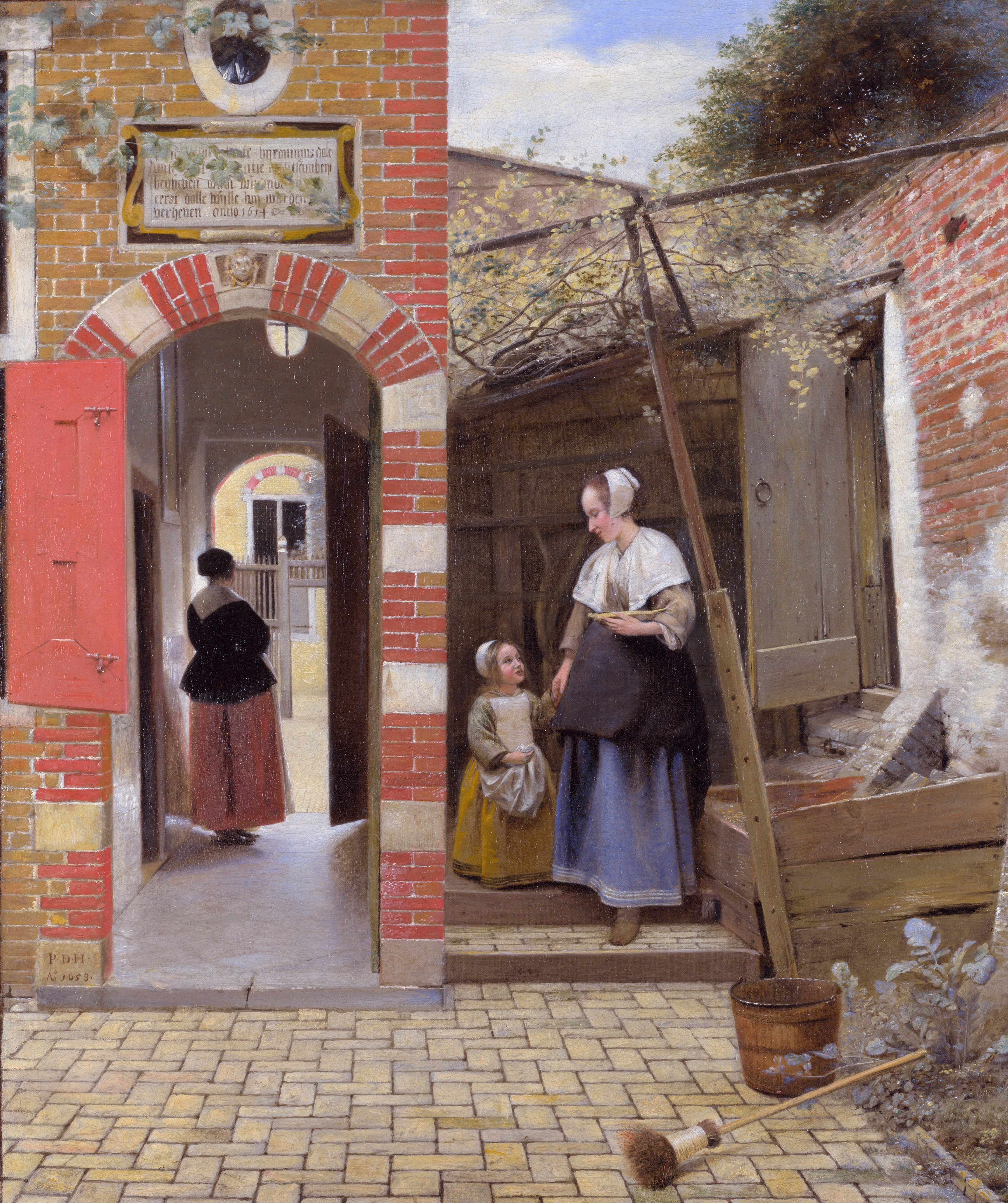
De binnenplaats van een huis in Delft (1658)